# Moritz Gombert
Moritz Gombert (* 10. Mai 1874 in Fritzlar; † 14. Mai 1954 in Saarbrücken) war ein deutscher Architekt.

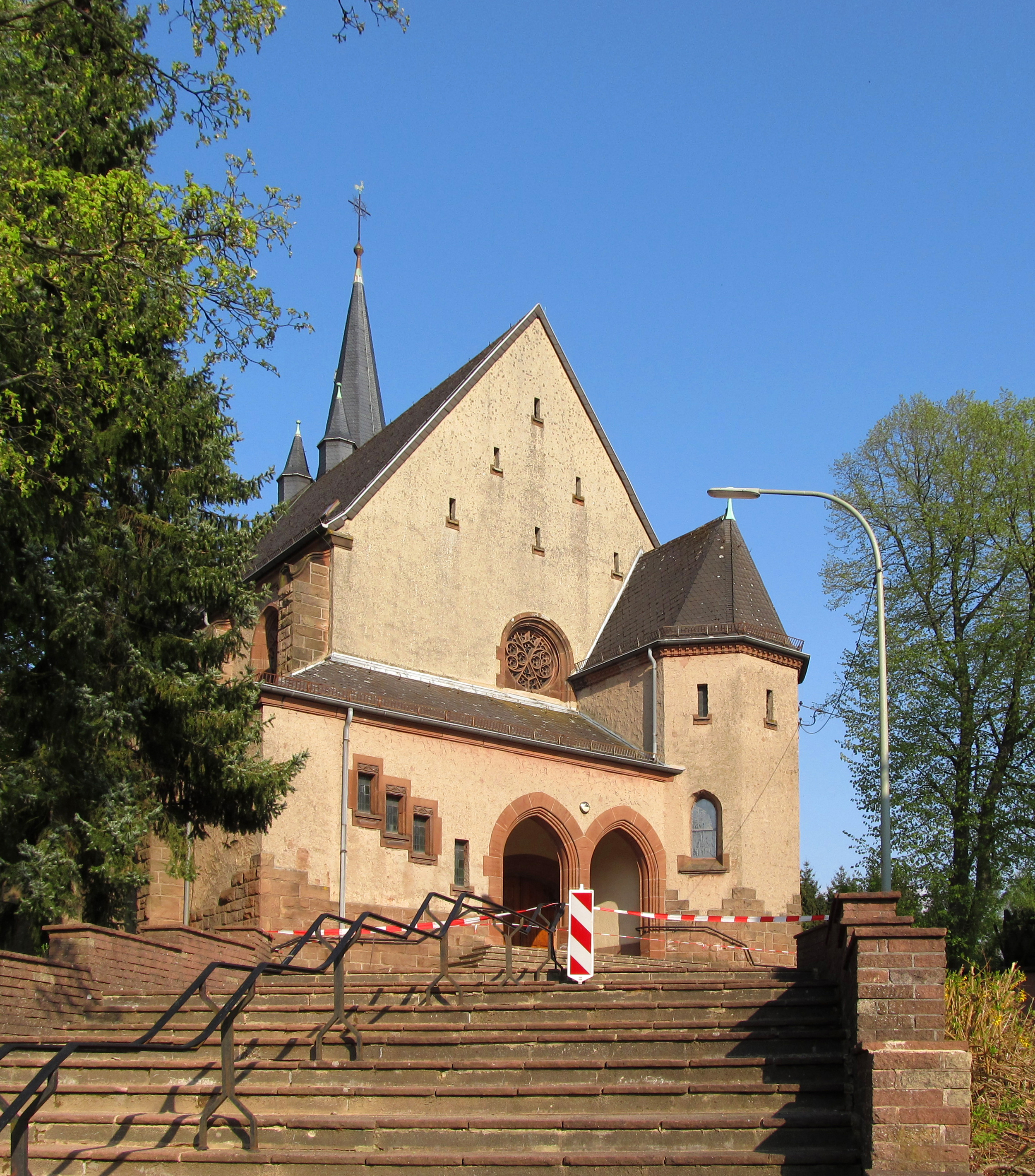
St. Barbara und Isidor (Westfassade)

## Leben und Wirken
Moritz Gombert war ein Sohn des Fritzlarer Kreisbaumeisters Titus Gombert und dessen Ehefrau Ottilie Eleonore geb. Embach. Er war Schüler von Carl Schäfer, welcher an der Technischen Hochschule Karlsruhe lehrte. Zunächst als Architekt am Erzbischöflichen Bauamt Karlsruhe tätig, machte Gombert sich bald selbstständig und übersiedelte 1905 nach Saarbrücken. Der Schwerpunkt seines beruflichen Wirkens lag im Bereich der Sakralarchitektur. Eine ganze Reihe von Kirchen im Saarraum und angrenzenden Gebieten sind nach seinen Plänen errichtet oder erweitert worden. Viele seiner Bauwerke werden inzwischen in der Denkmalliste des Saarlandes als Einzeldenkmal geführt. Daneben hat Gombert zahlreiche Krankenhäuser für die Waldbreitbacher Franziskanerinnen gebaut. Bekannt geworden ist er nicht zuletzt als Erbauer des „alten“ Schaumbergturms mit integrierter Kriegergedächtniskapelle bei Tholey im Saarland.

## Familie
Gombert heiratete  am 8. April 1907 in Herford (Westfalen) Katharina Marie geb. König. Aus der Ehe ging u. a. der Kunsthistoriker Hermann Gombert hervor.

## Bauten (Auswahl)
- 1906–1907: Erweiterung der Pfarrkirche St. Jakob in Saarbrücken
- 1910: Villa Am Staden 16 in Saarbrücken
- 1910–1911: Pfarrkirche Herz-Jesu in Altenwald
- 1910–1911: Pfarrkirche St. Marien in Sulzbach-Hühnerfeld
- 1911–1912: Pfarrkirche St. Josef in Fischbach-Camphausen
- 1912: Pfarrkirche St. Barbara und St. Isidor in Stennweiler
- 1914: Wohnhaus Bismarckstraße 90 in Saarbrücken
- 1914: Wohnhaus Graf-Johann-Straße 2/4 in Saarbrücken
- 1927–1928: Erweiterung der Pfarrkirche St. Helena in Wahlen
- 1928: Oblatenkloster Saarbrücken
- 1928–1929: Schaumbergturm bei Tholey
- 1929: Kloster St. Antonius von Padua in Saarbrücken
- 1950–1951: Pfarrkirche St. Maternus in Aschbach
- 1953: Erweiterung der Pfarrkirche Mariä Himmelfahrt in Humes